# Grosser münsterländer
Grosser münsterländer er en jagthund af gruppen af stående hunde.